# Gérard Bonnot
Pour les articles homonymes, voir Bonnot.
 (juillet 2018).
Rédacteur en chef-adjoint de L'Express, Gérard Bonnot quitte le magazine d'informations lors de son changement de propriétaire en avril 1977. Publiant quelques piges au Nouvel Observateur durant l’été 1977, il est engagé dans son service Société dès septembre.
Journaliste scientifique, il traite principalement de l’informatique, de la recherche biologique et médicale ou de l’automobile. Il avait observé aux États-Unis l'entrée de l'informatique dans les salles de classe en 1968, ou la prise de conscience de la pollution. Il prend aussi en main un dossier sur le travail manuel (5 décembre 1977) ou sur la décentralisation (La France contre Paris). Mais, politiquement, il apparaît surtout sensible aux questions d’environnement, notamment au sujet de la marée noire de l’Amoco Cadiz (mars 1978) ou du nucléaire civil. Il fait aussi la couverture du journal sur Les irresponsables de l’Atome (17 avril 1978) et un reportage de la semaine sur Le marché noir de la mort atomique (26 juin 1978).
Plus rarement, il lui arrive de participer aux combats engagés par le journal, par exemple contre la Nouvelle Droite ou la remise en cause de la loi sur l’avortement. Il dresse même le portrait de Jean Baudrillard dans un article intitulé Le terroriste de Nanterre (16 juillet 1979).